# 斯米爾內赫區

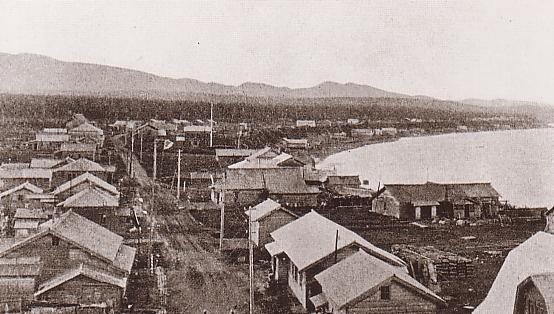

49°45′N 142°50′E / 49.750°N 142.833°E
斯米爾內赫區（俄语：Смирныховский район），是俄羅斯的一個區，位於該國東南部，由薩哈林州負責管轄，始建於1965年1月16日，面積10,457.43平方公里，2010年人口13,142，人口密度每平方公里1.26人。
該地北部在1918-1925年被日本占領，南部則在二戰结束前属日本，分属惠須取支廳和敷香支廳。